# Jean Cariou
Jacques (Jean) Cariou (Peumerit, 23 september 1870 - Toulon, 7 oktober 1931) was een Frans ruiter, die gespecialiseerd was in springen. Cariou won in 1912 drie olympische medailles, bij het springconcours individueel goud en in de landenwedstrijd zilver, bij het eventing won hij individueel de bronzen medaille.

## Resultaten
- Olympische Zomerspelen 1912 in Stockholm  springconcours met Mignon
- Olympische Zomerspelen 1912 in Stockholm  landenwedstrijd springconcours met Mignon
- Olympische Zomerspelen 1912 in Stockholm  eventing met Cocotte
- Olympische Zomerspelen 1912 in Stockholm 4e eventing landenwedstrijd met Cocotte
- Olympische Zomerspelen 1912 in Stockholm 14e dressuur met Mignon

1900: Aimé Haegeman ·
1912: Jean Cariou ·
1920: Tommaso Lequio di Assaba ·
1924: Alphonse Gemuseus ·
1928: František Ventura ·
1932: Takeichi Nishi ·
1936: Kurt Hasse ·
1948: Humberto Mariles ·
1952: Pierre Jonquères d'Oriola ·
1956: Hans Günter Winkler ·
1960: Raimondo D'Inzeo ·
1964: Pierre Jonquères d'Oriola ·
1968: William Steinkraus ·
1972: Graziano Mancinelli ·
1976: Alwin Schockemöhle ·
1980: Jan Kowalczyk ·
1984: Joe Fargis ·
1988: Pierre Durand ·
1992: Ludger Beerbaum ·
1996: Ulrich Kirchhoff ·
2000: Jeroen Dubbeldam ·
2004: Rodrigo Pessoa ·
2008: Eric Lamaze ·
2012: Steve Guerdat ·
2016: Nick Skelton ·
2020: Ben Maher ·
2024: Christian Kukuk